# Federico Guglielmo I di Schleswig-Holstein-Sonderburg-Beck
Federico Guglielmo I, duca di Schleswig-Holstein-Sonderburg-Beck (Löhne, 2 maggio 1682 – Francavilla di Sicilia, 16 giugno 1719), fu il terzo duca regnante di Schleswig-Holstein-Sonderburg-Beck dal 1789 al 1719. Era figlio del duca Augusto di Schleswig-Holstein-Sonderburg-Beck e quindi quadrisnipote di re Cristiano III di Danimarca.

## Biografia
Federico Guglielmo nacque il 2 maggio 1682 come secondogenito ed unico figlio maschio del duca Augusto di Schleswig-Holstein-Sonderburg-Beck e di sua moglie Edvige Luisa di Lippe-Alverdissen, (1650-1731), una figlia del conte Filippo I, capostipite del ramo di Schaumburg-Lippe della casata di Lippe. La casata di Schleswig-Holstein-Sonderburg-Beck era un ramo collaterale del casato degli Oldenburg che discendeva da Cristiano III di Danimarca e derivava il suo nome da Haus Beck, una magione a Ulenburg, che è oggi il più piccolo borgo di Löhne, una città nel nord-est dell'attuale Renania Settentrionale-Vestfalia.
Il duca Augusto morì nel 1689 e Federico Guglielmo gli succedette come sovrano. Si convertì al cattolicesimo e fece carriera nell'esercito imperiale, divenendo maresciallo di campo.
Morì il 16 giugno 1719 durante la battaglia di Francavilla nell'ambito della guerra della Quadruplice Alleanza, senza figli maschi e gli succedette lo zio Federico Luigi.
Nel 1708 aveva sposato a Monaco di Baviera, Maria Antonia Isnardi di Castello, contessa di Sanfré (1692-1762), che gli diede diversi figli, di cui soltanto due femmine raggiunsero l'età adulta:
- principessa Maria Anna Leopoldina (1717-1789) sposò Manuel de Sousa, senhor de Calhariz (1705-1759); da questo matrimonio ebbe origine la famiglia dei Sousa-Holstein
- principessa Amabilia Giovanna (1719-1774) sposò Emanuel Silva-Tarouca architetto imperiale e consulente dell'imperatrice Maria Teresa

## Ascendenza
|                                                                 |                          |                                             | Genitori                                             |  |  | Nonni |  |  | Bisnonni                                         |  |  | Trisnonni                                     |  |
|                                                                 |                          |                                             |                                                      |  |  |       |  |  | Alexander, duca di Schleswig-Holstein-Sonderburg |  |  | Johann, duca di Schleswig-Holstein-Sonderburg |  |
|                                                                 |                          |                                             |                                                      |  |  |       |  |  | Alexander, duca di Schleswig-Holstein-Sonderburg |  |  | Johann, duca di Schleswig-Holstein-Sonderburg |  |
|                                                                 |                          | Elisabeth von Braunschweig-Grubenhagen      |                                                      |  |  |       |  |  | Alexander, duca di Schleswig-Holstein-Sonderburg |  |  |                                               |  |
| August Philipp, duca di Schleswig-Holstein-Sonderburg-Beck      |                          |                                             |                                                      |  |  |       |  |  | Alexander, duca di Schleswig-Holstein-Sonderburg |  |  |                                               |  |
|                                                                 |                          | Dorothea von Schwarzburg-Sondershausen      | Johann Günther I, conte di Schwarzburg-Sondershausen |  |  |       |  |  |                                                  |  |  |                                               |  |
|                                                                 |                          | Dorothea von Schwarzburg-Sondershausen      | Johann Günther I, conte di Schwarzburg-Sondershausen |  |  |       |  |  |                                                  |  |  |                                               |  |
|                                                                 |                          | Dorothea von Schwarzburg-Sondershausen      | Anna von Oldenburg-Delmenhorst                       |  |  |       |  |  |                                                  |  |  |                                               |  |
| August, duca di Schleswig-Holstein-Sonderburg-Beck              |                          | Dorothea von Schwarzburg-Sondershausen      |                                                      |  |  |       |  |  |                                                  |  |  |                                               |  |
|                                                                 |                          | Wilhelm Ludwig, conte di Nassau-Saarbrücken | Ludwig II, conte di Nassau-Weilburg                  |  |  |       |  |  |                                                  |  |  |                                               |  |
|                                                                 |                          | Wilhelm Ludwig, conte di Nassau-Saarbrücken | Ludwig II, conte di Nassau-Weilburg                  |  |  |       |  |  |                                                  |  |  |                                               |  |
|                                                                 |                          | Wilhelm Ludwig, conte di Nassau-Saarbrücken | Anna Maria von Hessen-Kassel                         |  |  |       |  |  |                                                  |  |  |                                               |  |
| Marie Sibylle von Nassau-Saarbrücken                            |                          | Wilhelm Ludwig, conte di Nassau-Saarbrücken |                                                      |  |  |       |  |  |                                                  |  |  |                                               |  |
|                                                                 |                          | Anna Amalie von Baden-Durlach               | Georg Friedrich, margravio di Baden-Durlach          |  |  |       |  |  |                                                  |  |  |                                               |  |
|                                                                 |                          | Anna Amalie von Baden-Durlach               | Georg Friedrich, margravio di Baden-Durlach          |  |  |       |  |  |                                                  |  |  |                                               |  |
|                                                                 |                          | Anna Amalie von Baden-Durlach               | Juliane Ursula von Salm-Neufville                    |  |  |       |  |  |                                                  |  |  |                                               |  |
| Friedrich Wilhelm I, duca di Schleswig-Holstein-Sonderburg-Beck |                          | Anna Amalie von Baden-Durlach               |                                                      |  |  |       |  |  |                                                  |  |  |                                               |  |
|                                                                 | Simon VI, conte di Lippe | Bernhard VIII, conte di Lippe               |                                                      |  |  |       |  |  |                                                  |  |  |                                               |  |
|                                                                 | Simon VI, conte di Lippe | Bernhard VIII, conte di Lippe               |                                                      |  |  |       |  |  |                                                  |  |  |                                               |  |
|                                                                 | Simon VI, conte di Lippe | Katharina von Waldeck–Eisenberg             |                                                      |  |  |       |  |  |                                                  |  |  |                                               |  |
| Philipp I, conte di Schaumburg-Lippe                            | Simon VI, conte di Lippe |                                             |                                                      |  |  |       |  |  |                                                  |  |  |                                               |  |
|                                                                 |                          | Elisabeth zu Holstein-Schaumburg            | Otto IV, conte di Holstein-Schaumburg                |  |  |       |  |  |                                                  |  |  |                                               |  |
|                                                                 |                          | Elisabeth zu Holstein-Schaumburg            | Otto IV, conte di Holstein-Schaumburg                |  |  |       |  |  |                                                  |  |  |                                               |  |
|                                                                 |                          | Elisabeth zu Holstein-Schaumburg            | Elisabeth Ursula von Braunschweig-Lüneburg           |  |  |       |  |  |                                                  |  |  |                                               |  |
| Hedwig Luise zur Schaumburg-Lippe                               |                          | Elisabeth zu Holstein-Schaumburg            |                                                      |  |  |       |  |  |                                                  |  |  |                                               |  |
|                                                                 |                          | Moritz, langravio d'Assia-Kassel            | Wilhelm IV, langravio d'Assia-Kassel                 |  |  |       |  |  |                                                  |  |  |                                               |  |
|                                                                 |                          | Moritz, langravio d'Assia-Kassel            | Wilhelm IV, langravio d'Assia-Kassel                 |  |  |       |  |  |                                                  |  |  |                                               |  |
|                                                                 |                          | Moritz, langravio d'Assia-Kassel            | Sabine von Württemberg                               |  |  |       |  |  |                                                  |  |  |                                               |  |
| Sophie von Hessen-Kassel                                        |                          | Moritz, langravio d'Assia-Kassel            |                                                      |  |  |       |  |  |                                                  |  |  |                                               |  |
|                                                                 |                          | Juliane von Nassau-Dillenburg               | Johann VII, conte di Nassau-Siegen                   |  |  |       |  |  |                                                  |  |  |                                               |  |
|                                                                 |                          | Juliane von Nassau-Dillenburg               | Johann VII, conte di Nassau-Siegen                   |  |  |       |  |  |                                                  |  |  |                                               |  |
|                                                                 |                          | Juliane von Nassau-Dillenburg               | Magdalene von Waldeck-Wildungen                      |  |  |       |  |  |                                                  |  |  |                                               |  |
|                                                                 |                          | Juliane von Nassau-Dillenburg               |                                                      |  |  |       |  |  |                                                  |  |  |                                               |  |